# Edvin Anger
Edvin Anger (8 de abril de 2002) es un deportista sueco que compite en esquí de fondo. Ganó dos medallas de bronce en el Campeonato Mundial de Esquí Nórdico de 2025, en las pruebas de velocidad por equipo y relevo.

## Palmarés internacional
| Campeonato Mundial | Campeonato Mundial  | Campeonato Mundial | Campeonato Mundial   |
| Año                | Lugar               | Medalla            | Prueba               |
| ------------------ | ------------------- | ------------------ | -------------------- |
| 2025               | Trondheim (Noruega) | Medalla de bronce  | Velocidad por equipo |
| 2025               | Trondheim (Noruega) | Medalla de bronce  | Relevo 4 × 7,5 km    |